# Joensuu
Joensuu ([jóensu] ; karelsko Jovensuu; dobesedno »ustje reke«) je mesto na Finskem in glavno mesto regije Severna Karelija. Je v vzhodni notranjosti države in v Finskem pojezerju. Prebivalcev Joensuuja je približno 78.000, medtem ko ima regija približno 127.000 prebivalcev. Je 12. najbolj naseljena občina na Finskem in deveto najbolj naseljeno mestno območje v državi.
Joensuu je leta 1848 ustanovil car Nikolaj I. Ruski. Mesto leži na severni obali jezera Pyhäselkä, severnega dela jezera Saimaa, ob izlivu reke Pielinen. Najbližje večje mesto, Kuopio v Severni Savoniji, je 136 kilometrov zahodno. Od Joensuuja je razdalja do Lappeenranta, glavnega mesta Južne Karelije, 233 kilometrov po cesti 6.
Kot je značilno za mesta v vzhodni Finski, je Joensuu enojezično finsko. Poleg Kuopia je Joensuu eno glavnih urbanih, gospodarskih in kulturnih središč vzhodne Finske. Joensuu je študentsko mesto s podružnico Univerze Vzhodne Finske, ki ima več kot 20.000 vpisanih študentov in dodatnih 4000 študentov na Karelski univerzi uporabnih znanosti.

## Zgodovina
Mesto Joensuu, ki ga je leta 1848 ustanovil ruski car Nikolaj I., je regionalno središče in glavno mesto Severne Karelije. V 19. stoletju je bil Joensuu mesto proizvodnje in trgovine. Ko je leta 1860 mesto prejelo dispenzacijske pravice za začetek trgovine, so bile nekdanje omejitve za industrijo odpravljene in lokalne žage so začele uspevati in se širiti. Vodni promet se je izboljšal z izgradnjo in odprtjem 
Sajmenskega prekopa leta 1856. Posledično je bila omogočena živahna trgovina med regijami Severne Karelije, Sankt Peterburga in Srednje Evrope. Ob koncu 19. stoletja je bil Joensuu eno največjih pristaniških mest na Finskem.
Skozi stoletja so karelijski trgovci pluli po reki Pielisjoki. Reka je že od nekdaj živahno srce mesta. Kanali – dokončani do leta 1870 – so povečali rečni promet. V zlati dobi rečnega prometa je po reki plulo na tisoče parnikov, bark in čolnov za prevažanje hlodov. Reka Pielisjoki je bila tudi pomembna pot za splav, ki je zagotavljala les za žage in celotno lesno industrijo.
Nekdaj skromno agrarno mesto se je v zadnjih nekaj desetletjih razvilo v vitalno središče pokrajine. Uspeh pri regionalnih priključitvah, ustanovitev regije Severne Karelije in naložbe v izobraževanje so bili najbolj odločilni ukrepi v tem razvoju.
Leta 1954 je bila občina Pielisensuu združena z Joensuujem. V začetku leta 2005 sta bili Joensuuju pridruženi občini Kiihtelysvaara in Tuupovaara. V začetku leta 2009 sta bili pridruženi še občini Eno in Pyhäselkä. Po zadnjih konsolidacijah je na območju občine Joensuu približno 73.000 prebivalcev.
Univerza v Joensuu ( od januarja 2010 del Univerze Vzhodne Finske) se je v petindvajsetih letih razširila na osem fakultet. Univerza je eden od temeljev vitalnosti mesta in s tem celotne Severne Karelije. Razvejano mednarodno sodelovanje v znanosti, industriji in trgovini koristi celotni regiji.
Bližina vzhodne meje je bila pomemben dejavnik v zgodovini mesta. Republika Karelija je ponovno pomembno območje za sodelovanje z bližnjimi regijami v Rusiji. Izvozna podjetja v Joensuuju nadaljujejo predrevolucionarno tradicijo zunanje trgovine.
Joensuu ponuja raznolike kulturne dejavnosti. Niz dogodkov – festival Ilosaarirock, glasbena zima Joensuu, festival vizualne kulture Viscult, festivali Gospel – in neokrnjeno okolje povečujejo privlačnost mesta.
Joensuu včasih imenujejo evropska prestolnica gozdov, predvsem zato, ker ima tam sedež Evropski inštitut za gozdove. V Joensuuju so tudi druge gozdarske raziskovalne in izobraževalne ustanove.

## Geografija
Sosednje občine Joensuu so Liperi, Kontiolahti, Lieksa, Ilomantsi, Tohmajärvi in Rääkkylä. Poleg tega je mesto del podregije Joensuu, ki trenutno vključuje tudi občine Heinävesi, Ilomantsi, Juuka, Kontiolahti, Liperi in Polvijärvi ter mesto Outokumpu.

### Podnebje
Joensuu ima subarktično podnebje (Köppen: Dfc), ki meji na vlažno celinsko podnebje (Köppenova podnebna klasifikacija: Dfb) zaradi svoje visoke zemljepisne širine in lege v notranjosti. Ker je precej daleč v notranjosti, ima Joensuu bolj celinsko podnebje kot večina Finske. Posledično je lahko nagnjen k temperaturnim ekstremom tako pozimi kot poleti. Na primer, Joensuu je julija v povprečju toplejši od Dublina ali Manchestra, januarja pa hladnejši od Moskve. Zime so dolge, mrzle in snežene. Poleti pa pogosto prinašajo temperature nad 20,0 °C in nevihte se običajno pojavljajo 10–15 dni na leto. Najvišja kdaj koli zabeležena temperatura 37,2 °C 29. julija 2010 je najvišja zabeležena temperatura na Finskem in druga najvišja kdaj koli zabeležena temperatura v nordijskih državah, za švedskim rekordom vseh časov, ki znaša 38,0 °C. Najnižja kdaj koli zabeležena temperatura v Joensuuju je bila −40,0 °C 10. decembra 1955. Pozimi je snežna odeja zanesljiva in v povprečju globoka 50–70 cm. Letno je v Joensuuju povprečno 24 dni s temperaturami -20 °C ali nižjimi, medtem ko se temperatura pod -30 °C opazi približno enkrat na leto. Skupna letna količina padavin je povprečno 589 mm, od tega jih približno 225 mm pade v obliki snega.

## Gospodarstvo
Joensuu je rastoče pokrajinsko središče s storitveno usmerjenim poslovnim življenjem. Koncentracija podjetij informacijske in komunikacijske tehnologije je potekala v prostorih, ki jih ponuja znanstveni park Joensuu. Med večjimi industrijskimi podjetji sta proizvajalec ključavnic Abloy Oy in proizvajalec gozdarskih strojev John Deere. Raziskave in razvoj izdelkov v Joensuuju potekajo na univerzi, znanstvenem parku, METLA in nekaj podjetjih na področjih, kot so barvne raziskave in difraktivna optika. Podjetja, ki so v letu 2015 plačala največ davka od dohodkov pravnih oseb, so Broman Group Oy, ki prodaja avtomobilske dele in dodatno opremo, ključno podjetje Assa Abloy Oy, North Karelia Cooperative, E. Hartikainen Oy, ki deluje na področju gradbeništva in avtomobilskega poslovanja, in Autokiinteistöt Laakkonen Oy.
Stopnja brezposelnosti v Joensuuju je 31. decembra 2018 znašala 14,7 %.ref>Joensuu taskukoossa 2019 (v finščini). City of Joensuu. str. 5.</ref>
V Joensuuju so štirje nakupovalni centri: Iso Myy, [26] Metropol, Plaza Centrum in ena veleblagovnica, ki pripada verigi Sokos.